# Лукашенко Сергій Валентинович
Лукаше́нко Сергі́й Валенти́нович (*30 квітня 1963, Одеса, УРСР, СРСР — 18 вересня 2020, Одеса, Україна) — радянський і український театральний актор. Лауреат Міжнародного фестивалю артистів оперети (Одеса, 1997). Заслужений артист України (17.07.2001).

## Життєпис
Народився і виріс в Одесі. Закінчив одеську середню школу № 118. Після закінчення Ленінградського державного інституту театру та кінематографії у 1987—1990 роки працював в театрі Одеському театрі музичної комедії.
У 1990–1991 рр. — працював у державному дитячому музичному театрі «Задзеркалля» (Санкт-Петербург), де з успіхом співав в операх П.Чайковського, С. Баневича, А. Петрова.
У 1991–1992 рр. — артист вар'єте «Трійка».
У 1992 році актор знову повертається до Одеси, і продовжує свою роботу в театрі Музичної комедії.
Пішов з життя 18 вересня 2020.

## Театральні ролі
- «Цілуй мене, Кет!» — Бів Келхоун
- «Маріца» — Сетфан
- «Принцеса цирку» — Тоні
- «Королева чардашу» — Боні
- «Снігова королева» — Кай
- «Буратіно» — Буратіно
- «Пригоди золотого курчати» — Курча
- «Кіт Леопольд» — Миша
- «Медовий місяць президента» — Французький посол
- «Мафіозі» — Серджіо
- «Донна Люція» — Чарлі Вайк
- «Бременські музиканти» — Півень
- «Біла акація» — Сашка
- «Моя прекрасна леді» — Фреді
- «Гра, йде гра» — Тішка
- «Весела вдова» — Рауль де Сен Бріош
- «Гелло, Доллі» — Емброз
- «Кабаре» — Ернест Людвіг
- «Жюстіна Фавр» — Гектор
- «Мишоловка» — Релстона
- «Одеса-мама» — Стаховський

## Фільмографія
- «Дружня сімейка» (2004, т/с, перекладач)
- «Іван Подушкін. Джентльмен розшуку» (2006, міні-серіал, Костя)
- «Ліквідація» (2007, т/с, Ад'ютант)
- «Чорні кішки» (2013, редактор газети)
- «Курортна поліція» (2014, Володимир Сергійович, лікар-психіатр)
- «Пляж» (2014, т/с, міліціонер; Росія—Україна)